# Собко, Максим Ильич
Максим Ильич Собко (1908—1944) — участник Великой Отечественной войны, Герой Советского Союза. Командир отделения 1-й роты 180-го отдельного сапёрного батальона 167-й стрелковой дивизии, Воронежский фронт, младший сержант. Член КПСС.

## Биография
Родился в 1908 году в селе Бобровка сегодня Троицкого района Челябинской области (по другим данным родился в селе Водинка Урицкого района сегодня Костанайской области Казахстана) в крестьянской семье. Его отец, Илья Евстафьевич Собко, был переселенцем из Украины. Мать умерла, когда Максиму было 8 лет, оставив отца с четырьмя детьми: Нестором (1906 г.р.), Максимом (1908 г.р.), Григорием (1909 г.р.) и Марией (1911 г.р.).
Работал мастером кварцитового карьера в Троицком районе Челябинской области.
В ряды Красной Армии призван в январе 1942 года. В действующей армии с июля 1942 года. Принимал участие в боевых действиях на Воронежском фронте. В боях был ранен.
В период с 9 по 30 сентября 1942 года красноармеец М. И. Собко при наступлении 1-го и 2-го батальонов 615-го стрелкового полка на деревню Рубцово-Каверья отважно и умело производил разминирование переднего края обороны, а также минирование под огнём противника. В результате минирования пехота противника подорвались на минах, атака захлебнулась, а затем была отбита нашими подразделениями. Красноармеец М. И. Собко лично установил 105 мин, разминировал минное поле, сделал два минных прохода. Приказом по войскам 38-й армии Воронежского фронта от 4 ноября 1942 года № 073/н награждён медалью «За боевые заслуги».
8 августа 1943 года младший сержант М. И. Собко со своим отделением на время был придан наступающим подразделениям 465-го стрелкового полка. Своими действиями увлёк подчинённых на выполнение боевой задачи, что способствовало успеху наших войск.
12 августа 1943 года младший сержант М. И. Собко умело организовал работу своего отделения. Сам лично под огнём противника проделал два прохода в проволочном заборе. Личным примером воодушевил бойцов на выполнение боевой задачи. Приказом по частям 167-й стрелковой дивизии 51-го стрелкового корпуса 38-й армии Воронежского фронта от 28 августа 1943 года № 030/н награждён медалью «За отвагу».
В период боёв за город Сумы (Украина) младший сержант М. И. Собко получил боевую задачу на проделывание прохода в минном поле и проволочном заграждении противника. Скрытно пробравшись к вражеским позициям, снял более 20 мин. При проделывании прохода в проволочном заграждении был замечен противником, который открыл по сапёру интенсивный огонь. Определив, что проделывать проход дальше не возможно, взорвал проволочные ряды удлинённым зарядом. К образовавшемуся широкому проходу подошла наша пехота, но была вынуждена залечь под огнём пулемёта. Тогда младший сержант М. И. Собко выдвинулся вперёд и гранатами уничтожил огневую точку врага. Первым бросился во вражеские траншеи, увлекая за собой бойцов. Противник был вынужден отступить, минируя дороги и мосты. За последующие дни младший сержант М. И. Собко снял более 1000 различных мин, чем обеспечил продвижение наших войск на участке в 100 километров.
При переправе через реку Десна более 20 часов находился в холодной воде, участвуя в постройке моста.

## Подвиг
При форсировании 167-й дивизией реки Днепр в районе города Вышгород (Киевская область Украины) младший сержант М.И. Собко получил задачу натянуть канат через реку. Несмотря на то, что противник обстреливал прямой наводкой оба берега реки, начал переправляться на лодке на противоположный берег, разматывая канат. На мелководье выпрыгнул из лодки и на руках подтянул её к берегу. Своими действиями обеспечил паромную переправу. Когда в один из рейсов паром был разбит и две пушки скатились с настила парома и затонули, нырнул, зацепил одну из пушек канатом и вместе с расчётом вытащил на берег.
Указом Президиума Верховного Совета СССР от 13 ноября 1943 года за мужество, отвагу и героизм, проявленные на фронте борьбы с немецко-фашистскими захватчиками, младшему сержанту Собко Максиму Ильичу присвоено звание Героя Советского Союза с вручением ордена Ленина и медали «Золотая Звезда».
Высокие награды Родины получить не успел. Сержант М.И. Собко погиб в бою 23 мая 1944 года. Первоначально был похоронен на кладбище села Белобожница Чертковского района Тернопольской области Украины (могила № 162, захоронение воинов возле сельского кладбища. Возле могил установлена стена с данными (Ф И О, звание) всех погибших воинов). Позже перезахоронен на кладбище села Косов того же района.

## Награды
Награждён орденом Ленина и медалью «Золотая Звезда» (13.11.1943), медалями «За боевые заслуги» (4.11.1942), «За отвагу» (28.08.1943).

## Память
В городе Троицк Челябинской области установлен бюст Героя. 
Его именем названа улица в селе Бобровка Троицкого района Челябинской области. Так же его именем названа улица в посёлке Кварцитный.
В посёлке Златоуст Сарыкольского (Урицкого) района Костанайской области установлен бюст Героя, а также его именем названа улица.